# Обучение обезьян речи
Обучение обезьян речи (раньше также Феномен «говорящих» обезьян) — процесс обучения больших человекообразных обезьян (шимпанзе, горилл и орангутанов) активному использованию языка жестов и/или других видов речи.

## Предыстория
С давних пор предпринимались попытки научить обезьян говорить на языке человека, но все они заканчивались неудачей. Лишь в 1916 году Уильяму Ферниссу удалось ценой большого терпения научить орангутана произносить и правильно употреблять слова «папа» (англ. dad) и «чашка» (cup). Фернисс отметил, что обезьяны, издавая привычные для них звуки, не пользуются языком и губами, а выученные орангутаном слова не требуют точного управления движениями языка и губ.
Тот факт, что во всех остальных отношениях шимпанзе восприимчивы и быстро обучаются, способствовал ещё большему укоренению мнения, согласно которому именно язык определяет наиболее существенные различия между человеком и другими животными.
В 1950-х годах было проведено широкое сравнительное изучение способностей к решению различных логических задач у шимпанзе по кличке Вики, с одной стороны, и у нескольких детей, с другой. Вики продемонстрировала, что по уровню интеллектуального развития она может успешно соперничать со своими сверстниками-детьми. Но Вики с трудом научилась уверенно произносить четыре слова:85. Эту неудачу можно объяснить двояко:
- Вики обладала бо́льшими лингвистическими способностями, чем могло показаться, но их проявлению мешало неподходящее строение голосового аппарата.
- Мозг Вики не содержал необходимых структур, как он, например, не содержал структур, отвечающих за математику: Вики испытывала затруднения при различении пяти и шести предметов и т. п.

Хотя известно, что индейцы пираха тоже испытывают подобные затруднения, ибо в их языке (пирахан) есть лишь два слова со значением количества: «мало» и «много», но нет числительных, однако воспитатель обезьяны Кейт Хейз, учёные и общественность склонились ко второму выводу.

## Жестикулирующие шимпанзе
| имя исследователя                                          | имя животного                                      | язык                                                                                 |
| ---------------------------------------------------------- | -------------------------------------------------- | ------------------------------------------------------------------------------------ |
| Аллен и Беатрис Гарднеры (R. Allen and Beatrix T. Gardner) | Уошо (шимпанзе)                                    | амслен (жестовый язык)                                                               |
| Дэвид и Энн Джеймс Примак[en]                              | шимпанзе Сара, Элизабет (Elizabeth), Пиони (Peony) | оригинальный (использовались фигурные жетоны для обозначения слов английского языка) |
| Дьюэйн Румбо (Duane Rumbaugh)                              | Лана (шимпанзе)                                    | Йеркиш (специально разработанный искусственный язык на основе лексиграмм)            |
| Франсин Паттерсон [en]                                     | Коко (горилла)                                     | амслен (около 2000 жестов-слов)                                                      |
| Лин Майлс[en] Энн Сауткум (Ann Southcombe)                 | Чантэк (орангутан)                                 | амслен                                                                               |

Американские психологи Аллен и Беатриса Гарднеры, смотря научный фильм, снятый про Вики:85, обратили внимание на то, что каждое своё слово она сопровождает выразительным жестом, так, что её можно было понять, отключив звук. В это время стали поступать сведения, что для диких шимпанзе жесты — важное средство коммуникации. Это побудило Гарднеров к выводу, что исследовать лингвистические способности шимпанзе лучше с помощью жестов.
В 1966 году Гарднеры приобрели молодую самку шимпанзе по кличке Уошо с целью научить её говорить на американском жестовом языке — амслене. Амслен был выбран потому, что является хорошо изученным языком, кроме того, возникала возможность сравнивать развитие шимпанзе и глухих детей.
Уошо показывали какой-либо предмет или действие, а затем складывали её пальцы в соответствующий жест, вызывая в её сознании ассоциативную связь. Уже выучив восемь знаков, Уошо начала их комбинировать. Ещё в начале обучения она продемонстрировала понимание знаков: она узнавала изображение на картинке не хуже самого предмета, отличала маленькое изображение взрослого человека от изображения ребёнка и т. п. Уошо активно использовала знаки для общения с людьми и достижения своих целей. За три года она выучила 85 слов, а через пять лет с начала обучения она знала уже 160 слов:86.
К 1972 году в Оклахомском институте изучения приматов уже с десяток шимпанзе были обучены амслену.
Эксперименты показали, что шимпанзе, бонобо и гориллы обладают символическим мышлением и легко пользуются принципом обобщения, применяя знакомые жесты в новых ситуациях. Человекообразные обезьяны способны употреблять слова в переносном смысле, владеют метафорами. Они могут создавать новые понятия, комбинируя известные слова, например: «туалет» — «грязный хороший»; «зажигалка» — «бутылка спичка».
Основное развитие речи и интеллекта говорящих обезьян происходит, как правило, в первые годы жизни — чаще всего обезьяны доходят в развитии речи до уровня двух-трёхлетнего ребёнка. Вырастая, они во многом остаются подобны детям, по-детски реагируют на жизненные ситуации и предпочитают игры всем другим способам времяпрепровождения. Обезьяны обладают также чувством юмора.
Описан случай, когда обученная языку знаков самка бонобо сама обучила своего детёныша вместо человека-экспериментатора. В эксперименте, проведённом Фондом исследования больших человекообразных обезьян (США), знаменитого самца Канзи удалось научить понимать на слух около 3000 английских слов и активно употреблять более чем 500 слов при помощи клавиатуры с лексиграммами (геометрическими знаками). Это позволяет говорить о бонобо как о самом интеллектуальном виде приматов после человека.

## Критика
Позиция критиков сильно зависит от их определения того, что именно представляет собой человеческий язык, а этот вопрос не имеет однозначного ответа в современной науке.
Практически с самого начала опытов версия о способности обезьян к языку встречала критику. Один из руководителей проекта «Ним» Герберт Террес в 1979 году опубликовал резонансные работы, в которых утверждал, что обезьяны произвольно повторяют жесты, недавно использованные в речи собеседника. В дальнейшем отчёт Терреса был подробным образом проверен, а его аргументация неоднократно оспаривалась в научных дискуссиях, в том числе Э. Бернстайном и Т. Кентом. Существует мнение, что некоторая критика конкретных работ, провозглашавших способность обезьян усваивать язык, имела основания, но её нельзя распространять на всю совокупность таких работ. Позиция Терреса укоренилась в общественном сознании благодаря широкому цитированию в научной прессе и освещению в средствах массовой информации, а также нашла отражение в публицистике. Из современных публикаций, критикующих скептицизм Терреса в отношении феномена говорящих обезьян, влиятельной считается статья философа Питера Сингера. Сингер, вслед за Дж. Пуллумом, полагает, что шимпанзе Ним действительно не овладел языком, но это было связано не с тем, что обезьяны не способны усваивать язык, а с тем, что обучение Нима проводилось неправильно или недостаточно старательно. В свою очередь, позиция Сингера подверглась критике со стороны М. Сейденберга, который, соглашаясь с тем, что Ним испытывал недостаток персонального внимания, утверждает, что обезьяна получала достаточное языковое обучение.
В литературе встречаются утверждения, будто Террес больше не принимал участия в научных дискуссиях, однако несколько раз он публиковал ответы на критику и высказывал своё мнение в прессе. На сегодняшний день Террес — единственный специалист, изучавший лингвистические способности человекообразных обезьян, который до сих пор убеждён в том, что они не могут овладеть языком. 
С критикой гипотезы о языковых способностях обезьян выступали в научной и популярной литературе лингвисты Ноам Хомский и Стивен Пинкер, а также зоопсихологи и биологи-этологи. Критики указывали не только на явную неспособность обезьян строить предложения, но и на значительно более слабую, чем у людей, возможность запоминать слова: отмечалось, что, по самым оптимистичным заявлениям, обезьяны способны довести свой словарный запас примерно до сотни слов, тогда как дети к пяти годам знают уже около двух тысяч слов. Некоторые из возражений критиков, в свою очередь, опровергались другими авторами. В том числе, критиковалась претензия к тому, что при обучении обезьян им давали жестовые и иные подсказки: после ключевого скептического отчёта Терреса с соавторами исследователи специально старались минимизировать подсказки, которые они давали обезьянам, хотя есть основания считать, что и в обучении людей языку такие подсказки играют значительную роль.
После 1979 года финансирование исследований феномена говорящих обезьян было сокращено. Однако исследования продолжаются, в частности в рамках программ Центра по исследованию приматов в Айове, давая, в том числе, оптимистичные результаты.

## Комментарии
1. ↑  Вероятно, имеется в виду 12-минутный фильм 1950 года Кэтрин и Кейта Хейс (Catherine Hayes, Keith Hayes) под названием Vocalization and Speech in Chimpanzees, см. его описание на английском языке в следующем источнике: Primate communication and language (англ.) // American Anthropologist[англ.] : journal. — 1973. — Vol. 75, no. 6. — P. 2023—2024. — doi:10.1525/aa.1973.75.6.02a01960.